# Jack McDevitt

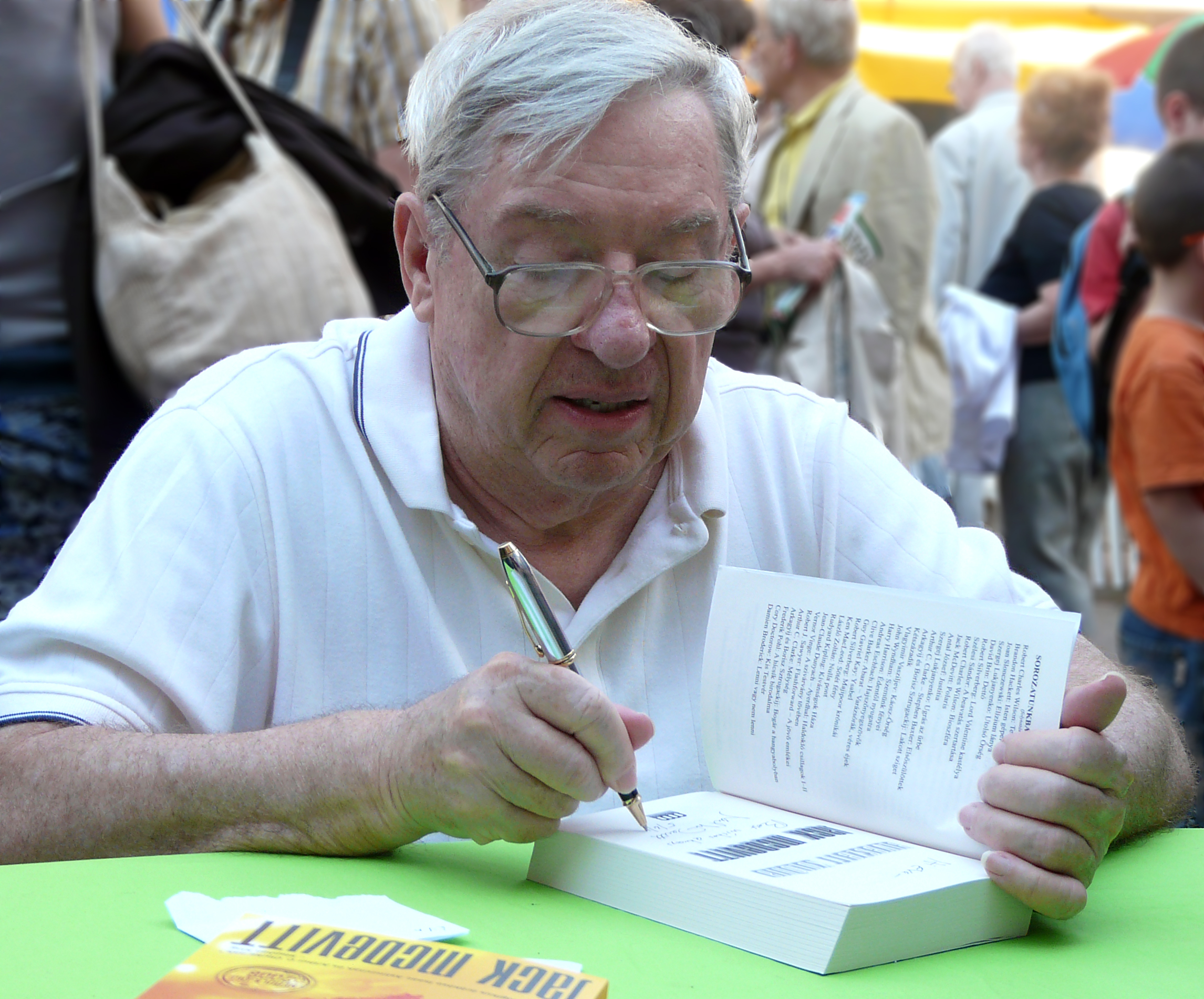
Jack McDevitt

Jack McDevitt (* 1935 in Philadelphia, USA) ist ein US-amerikanischer Science-Fiction-Autor.

## Leben
Jack McDevitt (eigentlich John Charles McDevitt) wurde 1935 in Philadelphia geboren. Er erlangte 1957 einen BA am LaSalle-College. Während seiner Collegezeit nahm er am Literatur-Wettbewerb Freshman Short Story Contest teil, den er mit seinem Beitrag gewinnen konnte; seine eingereichte Kurzgeschichte wurde im schuleigenen Literaturmagazin Four Quarters veröffentlicht. Eigentlich war er da bereits auf dem Weg zum Schriftsteller, doch wie McDevitt in einem Interview bekundete, hat er nach der Lektüre von Charles Dickens’ Roman David Copperfield erkannt, dass er ein solches Niveau nicht erreichen könne und sich besser mit etwas anderem beschäftigen sollte. Er jobbte als Taxifahrer und als Motivationstrainer. Von 1958 bis 1962 diente er in der US Navy. Danach arbeitete er als Englischlehrer. 1967 heiratete er Maureen McAdams. 1971 wurde ihm der Master für Literatur an der Wesleyan University zuerkannt. Von 1975 bis zu seinem Ruhestand im Jahr 1995 war Jack McDevitt für das US-Zollamt tätig.
Nach einem Vierteljahrhundert völliger schriftstellerischer Abstinenz begann McDevitt 1980 auf Anregung seiner Frau wieder zu schreiben. Seine erste SF-Kurzgeschichte „The Emerson Effect“ wurde ein Jahr später im Twilight Zone Magazine veröffentlicht. Sein Debütroman Erstkontakt handelt vom ersten Zusammentreffen mit einer außerirdischen Zivilisation. Dieses Thema greift McDevitt auch in späteren Werken immer wieder auf.
Seit seinem Ruhestand ist er als Schriftsteller wesentlich aktiver geworden und kann zudem eine Reihe von Erfolgen aufweisen. Für eine Dauer von über zehn Jahren ist, von einer Ausnahme abgesehen, jedes Jahr eine seiner Kurzgeschichten oder einer seiner Romane für den Nebula Award nominiert worden. 2015 erhielt er den Robert A. Heinlein Award in Anerkennung für sein Werk im Bereich Science Fiction mit über 21 Romanen und 81 Kurzgeschichten. 2016 wurde ein Asteroid nach ihm benannt: (328305) Jackmcdevitt.
Jack McDevitt hat drei inzwischen erwachsene Kinder und lebt heute mit seiner Frau auf St. Simons Island (Georgia).

## Werk

### Alex Benedict
- Vol. 1: A Talent for War, ISBN 0-441-01217-5, Ace Books, 1989

Band 1: Die Legende von Christopher Sim, Bastei-Lübbe, 1990, ISBN 3-404-24134-7
auch im Sammelband Hello Out There, MeishaMerlin, 2000, deutsch Erstkontakt / Die Legende von Christopher Sims – Zwei Romane, Bastei-Lübbe, 2000, ISBN 3-404-24274-2 erschienen.
| Award | Kategorie | Platz |
| ----- | --------- | ----- |
| Locus | SF-Roman  | 12    |
- Vol. 2: Polaris, ISBN 978-0-441-01253-4, Ace Books 2004

Band 2: Polaris, Bastei-Lübbe, 2006, ISBN 3-404-24349-8
| Award  | Kategorie | Platz     |
| ------ | --------- | --------- |
| Locus  | SF-Roman  | 29        |
| Nebula | Roman     | nominiert |
- Vol. 3: Seeker, ISBN 0-441-01375-9, Ace Books 2005

Band 3: Die Suche, Bastei-Lübbe, 2007, ISBN 3-404-24362-5
| Award             | Kategorie | Platz     |
| ----------------- | --------- | --------- |
| Campbell Memorial | Roman     | nominiert |
| Nebula            | Roman     | Gewinner  |
| SESFA             | Roman     | Gewinner  |
- Vol. 4: The Devil's Eye, ISBN 978-0-441-01785-0, Ace Books 2008

Band 4: Das Auge des Teufels, Bastei-Lübbe, 2009, ISBN 978-3-404-24386-0
- Vol. 5: Echo, 11/2010, ISBN 978-0-441-01924-3

Band 5: Echo, Bastei-Lübbe, 2011, ISBN 978-3-404-20646-9
- Vol. 6: Firebird, 11/2011, ISBN 0-441-02073-9

Band 6: Firebird, Bastei-Lübbe, 2012, ISBN 978-3-404-20683-4
- Vol. 7: Coming Home, 11/2014, ISBN 978-0-425-26087-6

Band 7: Apollo, Bastei-Lübbe, 2016, ISBN 978-3-404-20827-2
- Vol. 8: Octavia Gone, 5/2019, ISBN 0-481-49797-8
- Vol. 9: Village in the Sky, 1/2023, ISBN 978-1-6680-0429-6

### Priscilla Hutchins (Academy)
- Vol. 1: Engines of God, ISBN 0-441-00284-6, Ace Books, 1995

Band 1: Gottes Maschinen, Bastei-Lübbe, 1996, ISBN 3-404-24208-4
Auf dem Saturnmond Iapetus wird die riesige Statue eines außerirdischen Wesens gefunden, deren Inschrift allen Entschlüsselungsversuchen trotzt. Nach der Entwicklung des Überlichtantriebs werden weitere Relikte gefunden, jeweils auf Welten, die von kosmischen Katastrophen heimgesucht wurden. Doch es bleibt nicht viel Zeit, das Rätsel zu entschlüsseln, weil die Erde selbst vor dem ökologischen Kollaps steht und kaum noch Geld für die Forschung erübrigen kann …
| Award  | Kategorie | Platz     |
| ------ | --------- | --------- |
| Clarke | Roman     | nominiert |
| Locus  | SF-Roman  | 11        |
- Vol. 2: Deepsix, ISBN 978-0-06-102006-3, Eos Books 2001

Band 2: Die Sanduhr Gottes, Bastei-Lübbe, 2004, ISBN 3-404-24321-8
| Award             | Kategorie | Platz     |
| ----------------- | --------- | --------- |
| Campbell Memorial | Roman     | nominiert |
| Locus             | SF-Roman  | 27        |
| SESFA             | Roman     | Gewinner  |
- Vol. 3: Chindi, ISBN 978-0-441-01102-5, Ace Books 2002

Band 3: Chindi, Bastei-Lübbe, 2004, ISBN 3-404-24328-5
| Award  | Kategorie | Platz     |
| ------ | --------- | --------- |
| Locus  | SF-Roman  | 8         |
| Nebula | Roman     | nominiert |
| SESFA  | Roman     | nominiert |
- Vol. 4: Omega, ISBN 0-441-01210-8, Ace Books 2003

Band 4: Omega, Bastei-Lübbe, 2005, ISBN 3-404-24341-2
| Award             | Kategorie | Platz     |
| ----------------- | --------- | --------- |
| Campbell Memorial | Roman     | Gewinner  |
| Locus             | SF-Roman  | 8         |
| Nebula            | Roman     | nominiert |
| SESFA             | Roman     | nominiert |
- Vol. 5: Odyssey, ISBN 978-0-441-01540-5, Ace Books 2006

Band 5: Odyssee, Bastei-Lübbe, 2008, ISBN 3-404-24369-2
| Award             | Kategorie | Platz     |
| ----------------- | --------- | --------- |
| Campbell Memorial | Roman     | nominiert |
| Nebula            | Roman     | nominiert |
- Vol. 6: Cauldron, ISBN 978-0-441-01650-1, Ace Books 2007

Band 6: Hexenkessel, Bastei-Lübbe, 2008, ISBN 978-3-404-24377-8
- Vol. 7: Starhawk, ISBN 978-0-425-26086-9 , Ace Books 2013

- Vol. 8: The Long Sunset, 2018

### Einzelromane
- The Hercules Text, ISBN 978-0-425-27601-3, Ace Books 1986

Erstkontakt, Bastei-Lübbe, 1990, ISBN 3-404-24126-6
auch im Sammelband Hello Out There, MeishaMerlin, 2000, deutsch Erstkontakt / Die Legende von Christopher Sims – Zwei Romane, Bastei-Lübbe, 2000, ISBN 3-404-24274-2 erschienen. Die Version im Sammelband wurde gegenüber der Erstausgabe vom Autor deutlich überarbeitet.
| Award         | Kategorie | Platz            |
| ------------- | --------- | ---------------- |
| Dick Memorial | Roman     | Special Citation |
| Locus         | SF-Roman  | 23               |
| Locus         | Debut     | Gewinner         |
- Ancient Shores, ISBN 978-0-06-105426-6, Eos Books, 1996

Die Küsten der Vergangenheit, Bastei-Lübbe, 1998, ISBN 3-404-24235-1
| Award  | Kategorie | Platz     |
| ------ | --------- | --------- |
| Nebula | Roman     | nominiert |
- Eternity Road, ISBN 978-0-06-105427-3, Eos Books 1997

Die ewige Straße, Bastei-Lübbe, 1998, ISBN 3-404-24245-9
| Award | Kategorie | Platz |
| ----- | --------- | ----- |
| Locus | SF-Roman  | 15    |
- Moonfall, ISBN 978-0-06-105112-8, Eos Books 1998

Mondsplitter, Bastei-Lübbe, 2000, ISBN 3-404-24268-8
| Award  | Kategorie | Platz     |
| ------ | --------- | --------- |
| Locus  | SF-Roman  | 26        |
| Nebula | Roman     | nominiert |
- Infinity Beach, ISBN 978-0-06-102005-6, Eos Books, auch: Slow Lightning, 2000

Spuren im Nichts, Bastei-Lübbe, 2001, ISBN 3-404-24291-2
| Award             | Kategorie | Platz     |
| ----------------- | --------- | --------- |
| Campbell Memorial | Roman     | 2         |
| Locus             | SF-Roman  | 29        |
| Nebula            | Roman     | nominiert |
- Time Travelers Never Die, ISBN 978-0-441-01955-7, Ace Books 2009

Zeitreisende sterben nie, Bastei-Lübbe, 2011, ISBN 978-3-404-24396-9
- The Cassandra Project, 2012, mit Mike Resnick

Das Cassandra-Projekt, Bastei-Lübbe, 2013, ISBN 978-3-404-20729-9
Erweiterung einer gleichnamigen, bisher nicht auf Deutsch erschienenen, Kurzgeschichte von 2010

### Sammelbände
- Hello Out There, 2000 (Sammelband)

Erstkontakt / Die Legende von Christopher Sim, Bastei-Lübbe, 2000, ISBN 3-404-24274-2
| - The Hercules Text, 1999 (für diesen Sammelband überarbeitete Fassung, Erstkontakt) - A Talent for War, 1989 (Die Legende von Christopher Sim) |

### Kurzgeschichtensammlungen
- Standard Candles, 1996, ISBN 0-9648320-4-6

Übersetzungen aus dem Kolosianischen, Irle, 2009, ISBN 978-3-936922-11-0
| - „Standard Candles“, 1994 („Standardkerzen“) - „Tidal Effects“, 1985 („Gezeiteneffekte“) - „Translations from the Colosian“, 1984 („Übersetzungen aus dem Kolosianischen“) - „Black to Move“, 1982 („Schwarz am Zug“) - „The Fort Moxie Branch“, 1988 („Zweigstelle Fort Moxie“) - „Promises to Keep“, 1984 („Versprechen muß man halten“, „Versprochen ist versprochen“) - „Gus“, 1991 („Gus“) - „To Hell with the Stars“, 1987 („Zur Hölle mit den Sternen“) - „Ellie“, 1995 („Ellie“) - „The Jersey Rifle“, 1988 („Die Jersey-Flinte“) - „Cruising Through Deuteronomy“, 1995 („Kreuzen durch das Deuteronomium“) - „Tyger“, 1991 („Tiger“) - „Auld Lang Boom“, 1992 („Nehmt Abschied Brüder ungewiss“) - „Dutchman“, 1987 („Das Heldenschiff“, „Geisterschiff“) - „Cryptic“, 1983 („Geheim“, „Kryptisch“) - „Time Travelers Never Die“, 1996 („Zeitreisende sterben nie“) |
- Ships in the Night, 2005

| - „Nothing Ever Happens in Rock City“, 2001 - „The Far Shore“, 1982 („Der ferne Strand“) - „Good Intentions“, mit Stanley Schmidt, 1998 - „Time's Arrow“, 1991 - „Dead in the Water“, 1999 - „Windrider“, 1994 - „Deus Tex“, 1996 - „Report from the Rear“, 1998 - „Oculus“, 2002 - „Last Contact“, 1988 („Letzter Kontakt“) - „Midnight Clear“, 1993 - „Blinker“, 1994 - „The Tomb“, 1991 - „Ships in the Night“, 1993 |
- Outbound, 2006

| - „The Candidate“, 2006 - „Henry James, This One's For You“, 2005 - „Date with Destiny“, 1991 - „Windows“, 2004 - „Combinations“, 1986 - „Nothing Ever Happens in Rock City“, 2001 - „The Mission“, 2004 - „Melville on Iapetus“, 1983 - „The Far Shore“, 1982 („Der ferne Strand“) - „In the Tower“, 1987 - „Whistle“, 1990 - „Valkyrie“, 1991 - „Act of God“, 2004 - „Ignition“, 2006 - „Lighthouse“, mit Michael Shara, 2006 - „The Big Downtown“, 2005 - … plus einige Artikel - … plus Bibliographie |
- Melville auf Iapetus, Irle, 2012, ISBN 978-3-936922-21-9

Originalzusammenstellung – Geschichten aus dem Akademie-Universum (Priscilla „Hutch“ Hutchins)
| - „Melville auf Iapetus“ („Melville on Iapetus“, 1983) - „Lucy“ („Lucy“, 2012) - „Mollys Kinder“ („Molly's Kids“, 2008) - „Jungfernflug“ („Maiden Voyage“, 2012) - „Warten am Altar“ („Waiting at the Altar“, 2012) - „Katze im Schlafrock“ („The Cat's Pajamas“, 2012) - „Kaminsky im Krieg“ („Kaminsky at War“, 2005) - „Die Große Altstadt“ („The Big Downtown“, 2005) |

### Sonstige Kurzgeschichten
- „The Emerson Effect“, 1981
- „Crossing Over“, 1983
- „Voice in the Dark“, 1986
- „Sunrise“, 1988
- „Leap of Faith“, 1989
- „Tracks“, 1989 („Spuren“)
- „Happy Birthday“, mit Mark L. Van Name, 1990
- „It's a Long Way to Alpha Centauri“, 1990
- „Lake Agassiz“, 1991
- „Glory Days“, 1994
- „Holding Pattern“, 1996
- „Never Despair“, 1997
- „Variables“, 1997
- „Infinity Beach(Excerpt)“, 2001
- „The Law of Gravity Isn't Working on Rainbow Bridge“, 2003
- „Kaminsky At War“, 2005
- „Cool Neighbor“, mit Michael Shara, 2007
- „Fifth Day“, 2007